# 살시차
살시차(이탈리아어: salsiccia, 복수: salsiccie 살시체[*])는 이탈리아의 소시지이다.

## 종류
- 살시차 디 브라(salsiccia di Bra)
- 살시차 디 칼라브리아(salsiccia di Calabria)
- 살시차 로사 디 카스텔포토(salsiccia rossa di Castelpoto)
- 살시차 루카니카 디 피체르노(salsiccia Lucanica di Picerno)
- 살시차 마타(salsiccia matta)
- 살시차 잘라 피나(salsiccia gialla fina)
- 살시차 파스콸로라(salsiccia pasqualora)

## 사진

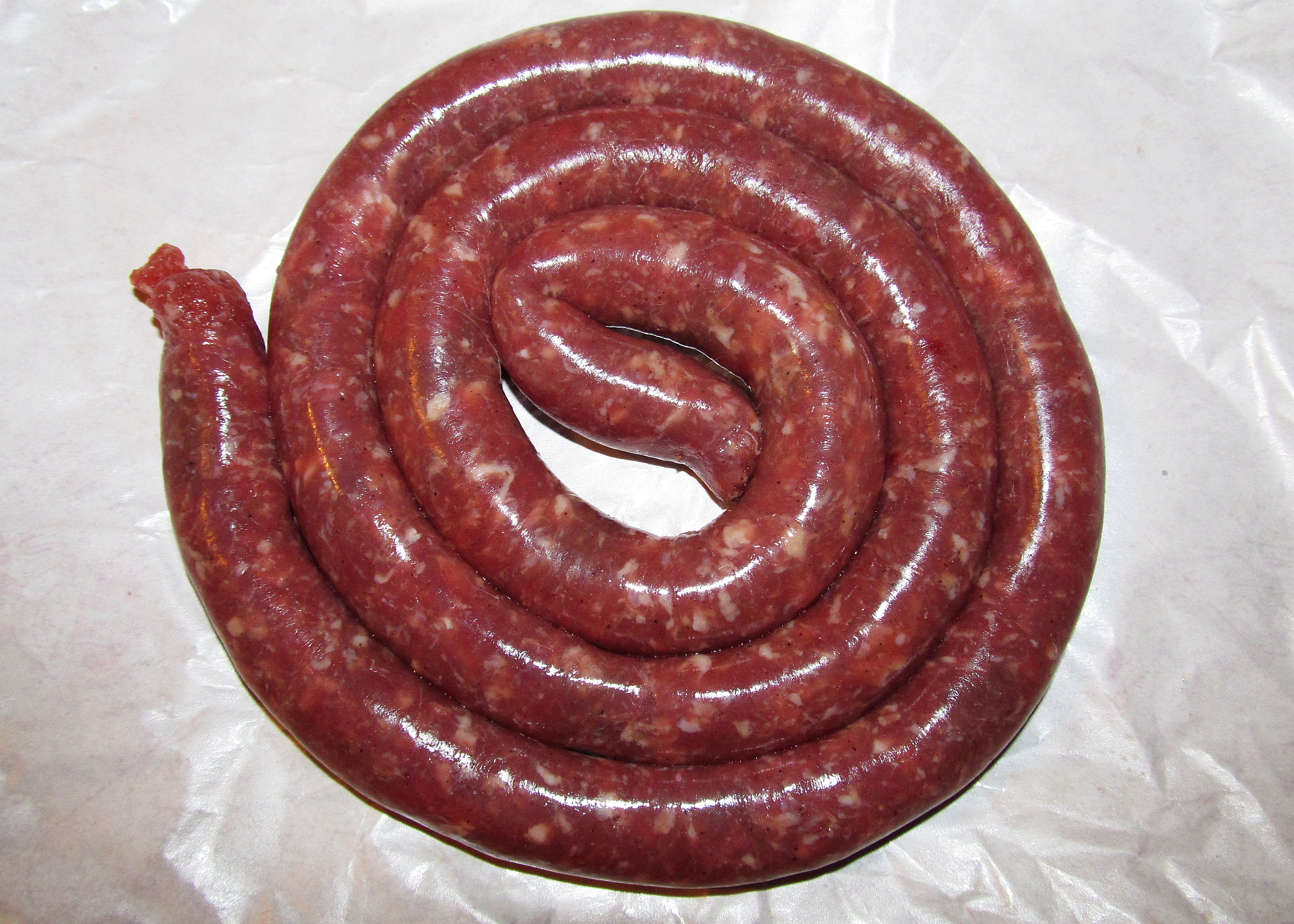
살시차 디 브라
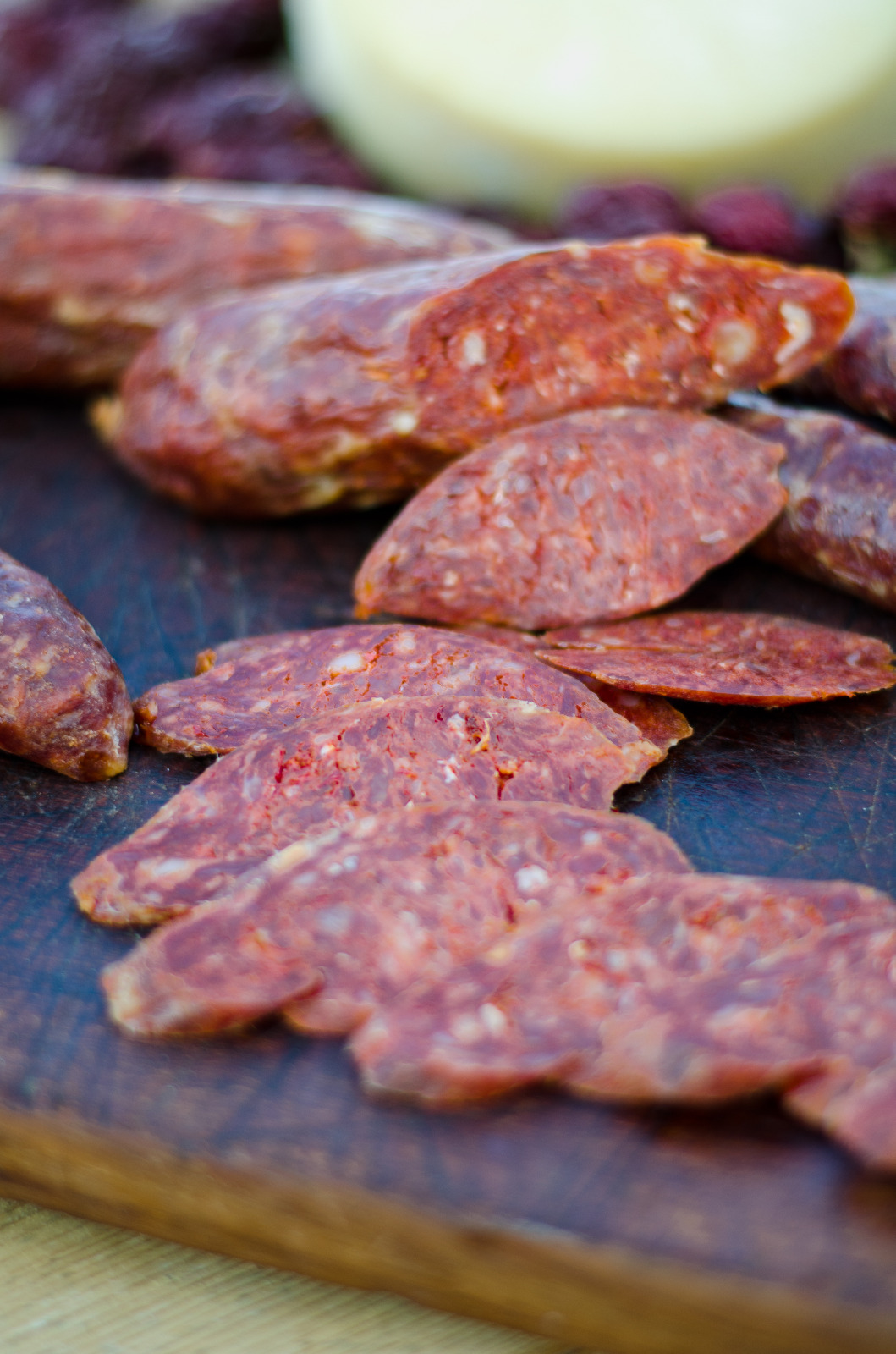
살시차 로사
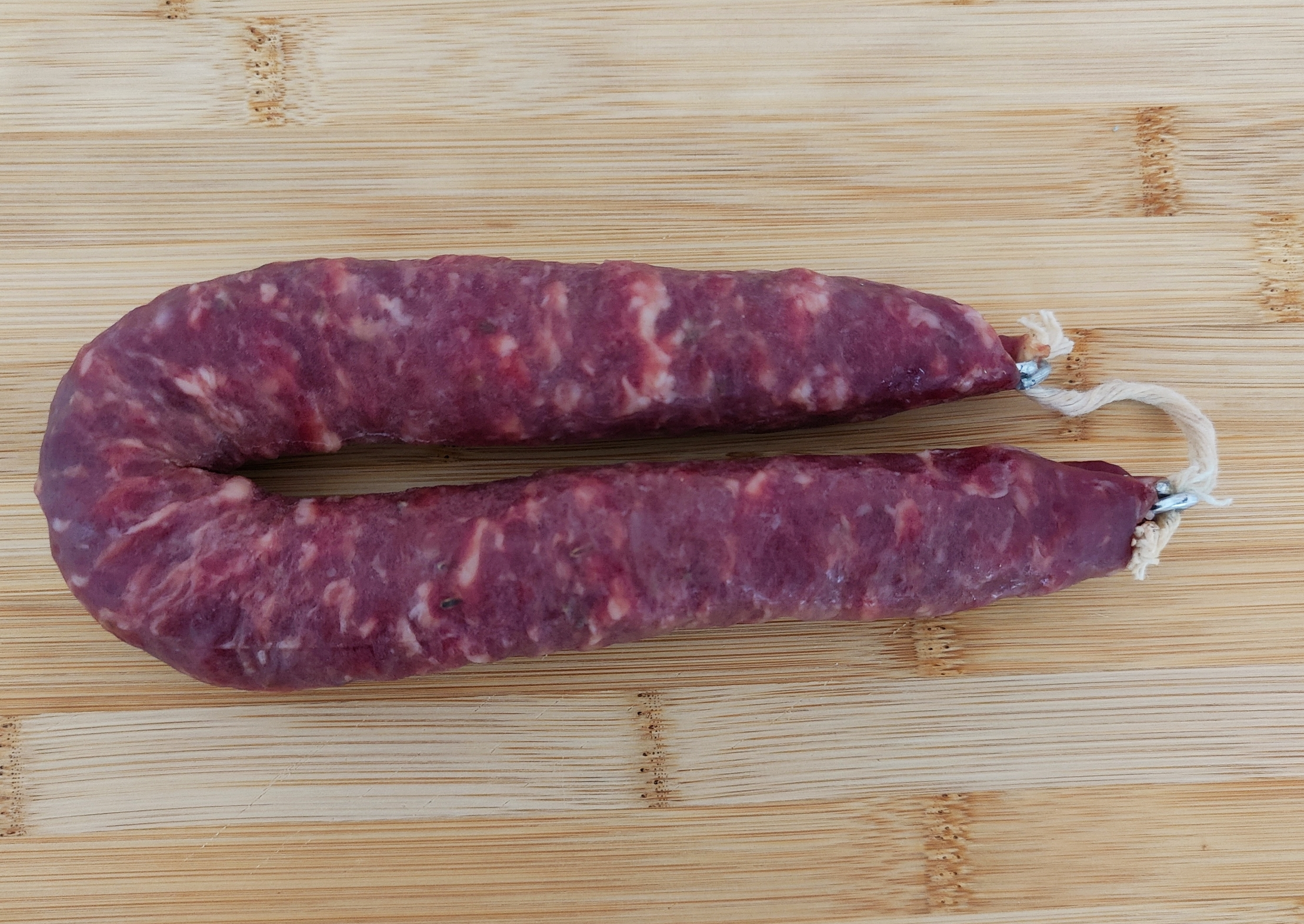
살시차 루카니카 디 피체르노

## 같이 보기
- 살라메
- 살시샤
- 살치차